# Ignacio Iturria
Ignacio Iturria (* 1. April 1949 in Montevideo) ist ein uruguayischer Maler und Grafiker.
Ignacio Iturria ist der Sohn eines baskischen Einwanderers. Er absolvierte ein Studium der Werbegrafik an der Universidad del Trabajo. Auch besuchte er Workshops bei Verdié, Ramón Aguilar Moré und Nelson Ramos. 1977 zog er nach Spanien und lebte dort in Cadaqués bei Barcelona. 1984 kehrte er nach Uruguay zurück. 2006 ließ er sich erneut in Cadaqués nieder. 2011 gründete er die Fundación Ignacio Iturria.
Iturrias Werke befinden sich beispielsweise im Museo José Luis Cuevas in Mexiko, im Museo de Arte Contemporáneo in Montevideo, im Metropolitan Museum in New York sowie in Caracas im Museo de Bellas Artes und im Museo de Arte Contemporáneo Sofía Imber. Auch führte er zahlreiche Ausstellungen weltweit durch. Zu den Ländern, in denen seine Werke zu sehen waren, zählen beispielsweise Argentinien, Brasilien, Kuba, Puerto Rico, Kolumbien, Ecuador, Mexiko, Venezuela, Peru, Deutschland, Spanien, Frankreich, Kanada und die USA. In Deutschland nahm er 1983 in Frankfurt an einer Internationalen Ausstellung mit dem Thema "Arbeiten auf Papier" teil. 1989 stellte er im Übersee-Museum in Bremen aus.
Iturria wurde vielfach für seine Arbeiten ausgezeichnet. So wurde ihm unter anderem 1989 der "Fund for Artists Colonies" in den USA und im heimischen Uruguay der Preis der Asociación de Críticos de Arte del Uruguay verliehen. 1994 wurde ihm der Große Preis der IV. Bienal Internacional de Pintura in Cuenca zuteil. 1995 erhielt er den Premio Casa di Risparmio bei der Biennale di Venezia. 2001 wurde er mit dem Premio Figari ausgezeichnet.